# 伊萬基夫齊 (羅茲索沙市鎮)
49°17′53″N 27°11′44″E / 49.29806°N 27.19556°E
伊萬基夫齊（烏克蘭語：Іванківці）是位於烏克蘭西部的村莊，由赫梅利尼茨基州裡赫梅利尼茨基區的羅茲索沙市鎮負責管轄。該村面積1.88平方公里，海拔高度329米，2001年人口414，人口密度每平方公里219.9人。